# Русалийски проход
Русалийския проход (до 29 юни 1942 г. Проходът) е планински проход (седловина) в централната част на Калоферска планина (част от Средна Стара планина, в Община Априлци, област Ловеч и Община Павел баня, област Стара Загора.
Проходът е с дължина 29,4 km, а надморската височина на седловината – 1565 m и свързва западната част на Казанлъшката котловина при село Тъжа с долината на река Острешка, кв. Острец (десен приток на река Видима (при град Априлци)
Проходът започва на 573 m н.в. в северната част на село Тъжа и като камионен път се изкачва на север по долината на река Тъжа (ляв приток на Тунджа).
В началото на прохода пътят е по-каменист и с по-голям наклон до хижа Русалка. Постепенно денивелацията се изравнява и пътят е доста по заравнен. След 16 км изкачване (на 5 км от х. „Тъжа“ и 4 км от х. Триглав) вдясно от пътя се намира водопадът „Кадемлийско пръскало“ – изключително зрелищен и един от най-пълноводните водопади в Стара Планина. На 20-ия километър в местността „Смесите“ има разклон за военната база на вр. Голям Кадемлия. След 22,6 km пътят достига седловината северно от хижа „Тъжа“ до хотел „Табите“ под връх Марагидик (Русалка) на 1656 m н.в. От там започва спускане по северния склон на Средна Стара планина към гр. Априлци отново като камионен път. Макар и по-кратък (около 10 км) пътят е доста по-стръмен и доста по каменист на места с коловози и остри камъни. Завършва в югоизточната част на квартал „Острец“ на мостчето над р. Рибна и р. Острешка.
В последния участък през прохода преминава част от третокласния Републикански път III-607 (от km 33 до km 39,8), Калофер – Априлци – Драшкова поляна.
Преминаването през целия проход е трудно (зимата невъзможно) и може да се ползва само от автомобили с висока проходимост. В участъка от с. Тъжа до „Смесите“ (разклона за Триглав) с бавно и внимателно шофиране е възможно достигането и с лек автомобил.
В най-високата си точка при хотел „Табите“, пътят има разклонение за връх Ботев, но е абсолютно забранено преминаването на всякакъв вид МПС с изключение на служители на резерватите или след писмено разрешение за преминаване с МПС.

## Други
На Русалийския проход е наречена улица в квартал „Хладилника“ в София (Карта).

## Топографска карта
- Лист от карта K-35-38. Мащаб: 1 : 100 000.
- Лист от карта K-35-39. Мащаб: 1 : 100 000.